# Chromeč
Chromeč (niem. Heinzhof) – gmina w Czechach, w powiecie Šumperk, w kraju ołomunieckim. Według danych z 2021 r. liczyła 545 mieszkańców.
Chromeč to miejsce urodzenia Josefa Drásala.